# Битва біля Гогенфрідберга

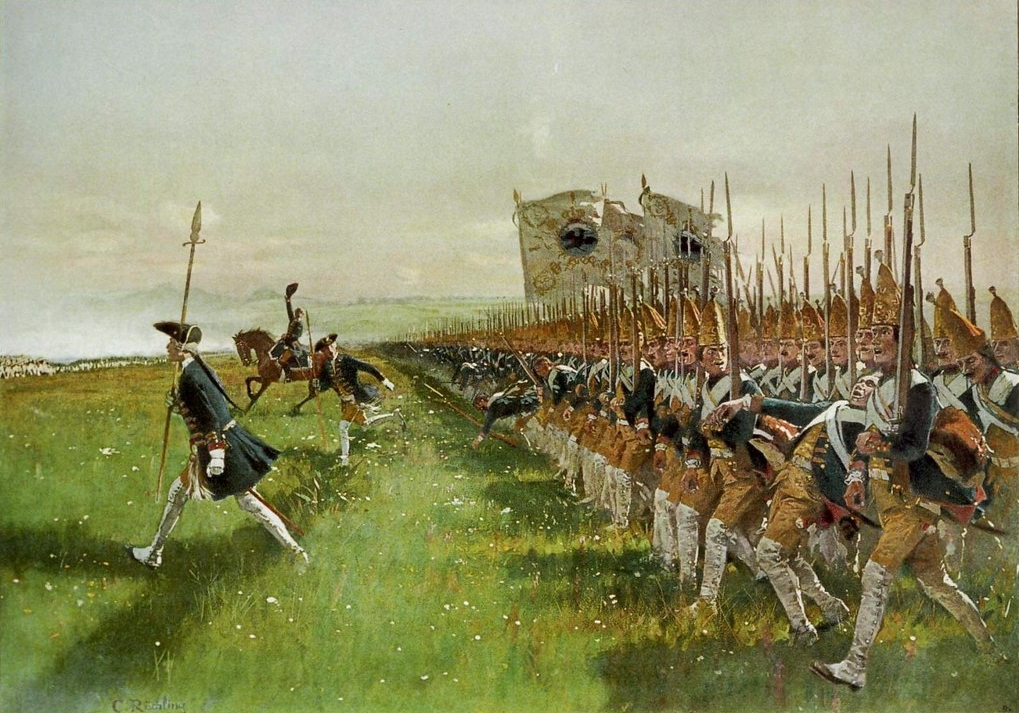
Прусська лінійна піхота йде в атаку. Битва біля Гогенфрідберга 1745 року. Карл Ройхлінг

Битва біля Гогенфрідберга (нім. Schlacht bei Hohenfriedeberg) — битва, що відбулася 4 червня 1745 року під час Другої сілезької війни коло поселення Гогенфрідберг в Прусській Сілезії, за 20 км північно-західніше Швейдніца між прусськими військами Фрідріха Великого і союзними, австро-саксонськими військами. Битва закінчилась перемогою Пруссії.

## Передісторія

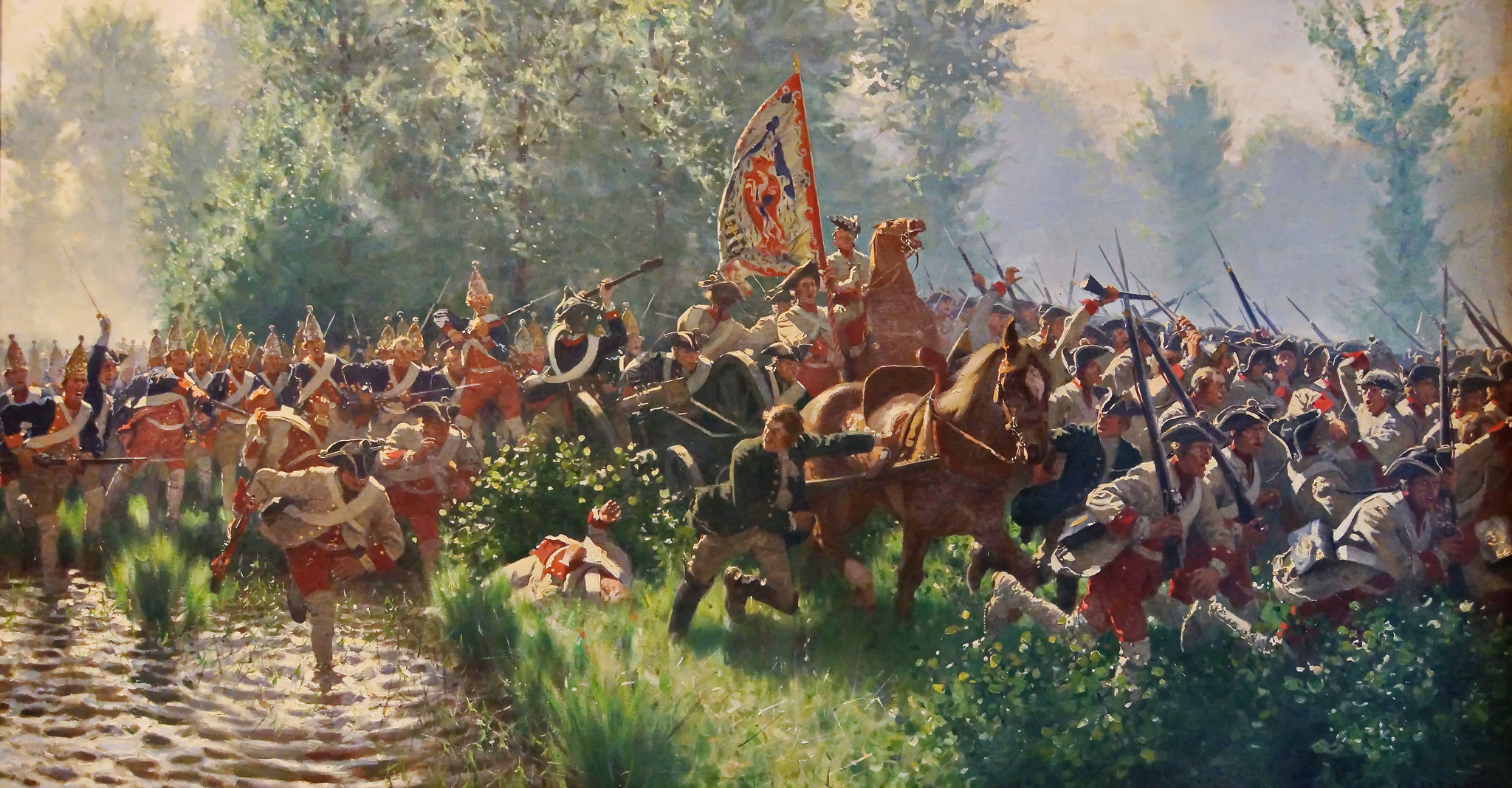
Прусські гренадери переслідують саксонську гвардію.

В ході Другої сілезької війни, в кінці 1745 року, австро-саксонські союзники провели наступ від Траутенау до Ландсгуту. Австрійська армія знаходилась під командуванням Карла Лотаринзького, а саксонська — герцога Саксен-Вейссенфельского. В той самий час Фрідріх Великий непомітно перевів своє військо через Райнберг до Ягурника і Швейдніца висунувши до Стрігау авангард генерала Дюмулена.
Видима бездіяльність прусської армії, а також чутки про відступ Фрідріха, переконали командування австро-саксонських союзників в їхньому успіху, тому 3 червня, в 15:00 вони почали висуватися від Рейхенау вісьмома колонами, але без належного порядку. В той самий час Фрідріх, знаходячись в авангарді своїх військ і маючи можливості спостерігати за супротивниками, чітко бачив, як колони спускалися з гір і направлялись на фронт від ріки Стрігау, через Гаусдорф-Роншток, а ліве крило супротивників — саксонські війська направлялись в Пільграмсгайна. Фрідріх, попри перевагу супротивників, вирішив атакувати їх вночі 4 червня, непомітно підвівши армію до річки Стрігау, перед цим наказавши Дюмулену перейти її і зайняти позиції на протилежній висоті для прикриття свої бойових порядків.

## Битва

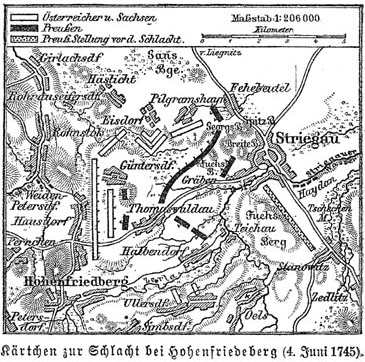
Карта битви

На світанку 4 червня 1745 року, армія, вишикувана в 2 лінії, розпочала перехід річки. Австро-саксонські союзники теж розпочали свій наступ, при цьому саксонські війська неочікувано для себе наткнулися на авангард Дюмулена і були зустрінуті артилерійським вогнем і атаковані піхотою і кавалерією настільки неочікувано, що не встигли розвернути свій бойовий порядок і були відкинуті раніше ніж австрійська армія встигла підійти на допомогу. Карл Лотаринзький, взнавши про поразку саксонців, зупинився і зайняв позицію, на якій відразу був атакований прусськими військами. Вивільненому, після поразки саксонців, правому крилу Фрідріх наказав змінити фронт так, щоб діяти в фланг і тил австрійців. Карл Лотаринзький, відбиваючи удари прусаків, не скористався затримкою головних сил ворога при переправі через річку для відступу. Атаковані з фронту лівим крилом під командуванням графа Нассауского і атаковані кіннотою генерала Геслера, який пройшов через інтервали своєї піхоти, австрійці розпочали хаотичний відступ, а праве прусське крило, зайшовши їм в фланг, змусило австрійців бігти. Австрійський авангард, що складався, з військ генерала Валліса і Надасті, не беручи участі в бою, зайняв Гогенфрідбергські висоти, які Фрідріх не наважився атакувати. Зайнявши висоти коло села Каудер він завершив переслідування, що і врятувало австрійську армію від цілковитої поразки.

## Підсумки битви
Битва біля Гогенфрідбергу викликає увагу майстерною підготовкою бою (чутки, що ввели ворога в оману, демонстративний відступ обозу в тил, непомітність маршів), відповідним використанням військ і керування ними в бою, чому сприяла підготовка прусських військ до маневрування. Разом з тим проявилась відсутність експлуатації перемоги — явище звичайне для того часу. Втрати австрійців вбитими і пораненими склали приблизно 10 000, саксонців — до 5 000, прусаків — приблизно 5 000. При цьому прусакам вдалося захопити 66 прапорів і 45 гармат.